# Agathidinae
Sous-famille
Tribus de rang inférieur
Synonymes
- Eumicrodinae Forster 1862
- Bassinae Forster 1869
- Mesocoelinae Viereck 1918
- Aneurobraconidae Fahringer 1936

Les Agathidinae sont une sous-famille de guêpes parasitoïdes de la famille des Braconidae.

## Présentation

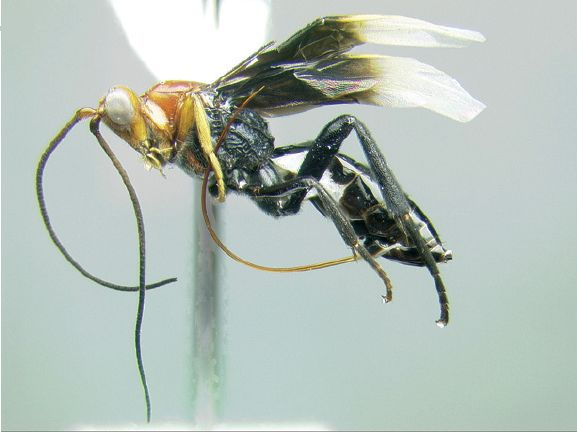
Biroia.

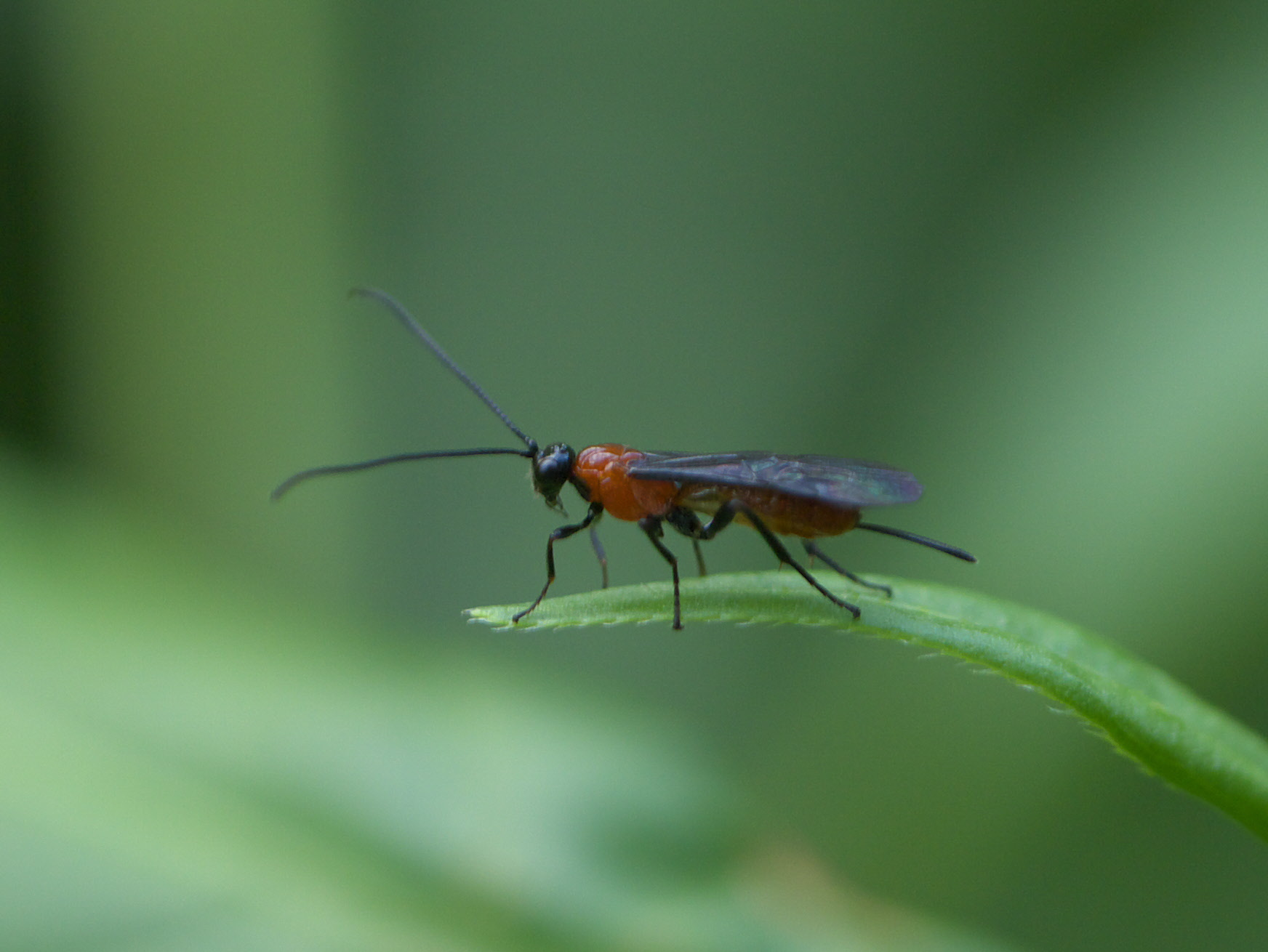
Lytopylus

Certaines espèces sont utilisées comme contrôle biologique.
Ils font partie des braconides les plus grands et les plus colorés. Les membres diurnes de la sous-famille ont des couleurs frappantes et aposématiques pour alerter les prédateurs. Certaines espèces sont nocturnes, avec des colorations pâles et de grands ocelles.
On les trouve dans le monde entier, mais ils sont plus diversifiés sous les tropiques.

## Biologie
Toutes les Agathidinae sont des endoparasitoïdes des chenilles. La plupart ont tendance à attaquer les chenilles cachées, comme celles qui attachent les feuilles des plantes. Ils sont généralement solitaires et déposent un seul œuf dans chaque chenille.

## Tribus
- Agathidini Haliday, 1833
- Cremnoptini Sharkey, 1992
- Disophrini Sharkey, 1992
- Earinini Sharkey, 1992

## Genres
Environ 2 000 espèces dans 40 genres. Les genres incluent, : 
- Agathirsia
- Agathis
- Aerophilus
- Alabagrus
- Amputoearinus
- Aneurobracon (anciennement en Orgilinae)
- Austroearinus
- Bassus (Polyphylie)
- Balcenema
- Biroia
- Braunsia
- Coccygidium
- Crassomicrodus
- Cremnops Foerster, 1862
- Cremnoptoides
- Dichelosus
- Disophrys
- Earinus
- Euagathis
- Facilagathis
- Gyragathis van Achterberg & Long, 2010
- Gyrochus
- Hemichoma
- Holcotroticus
- Hypsostypos
- Ischnagathis Cameron, 1909
- Liopisa
- Lytopylus
- Macroagathis Szépligeti, 1908
- Marjoriella
- Mesocoelus (anciennement en Orgilinae)
- Monophrys
- Oreba
- Pelmagathis
- Platyagathis
- Protroticus van Achterberg, 1988
- Pseudocremnops
- Sesioctonus
- Troticus Brullé, 1846
- Zacremnops
- Zamicrodus
- Zelomorpha

### Genres non classés
- Orgiloneura Ashmead, 1900
- Platyagathis Turner, 1918
- Rhamphagathis Tobias, 1962

### Ouvrages ou articles
- Achterberg, C., van; Chen, X. 2004: Six new genera of Braconidae (Hymenoptera) from China. Zoologische mededelingen, 78: 77-100.  (ISSN 0024-0672)
- Achterberg, C., van; Long, K.D. 2010: Revision of the Agathidinae (Hymenoptera, Braconidae) of Vietnam, with the description of forty-two new species and three new genera. ZooKeys, 54: 1-184. DOI 10.3897/zookeys.54.475
- Brajković, M.; Stanisavljević, L.; Nikolić, Z.; Ćurčić, S.B.; Živić, I.; Stojanović, D. 2010: Male genitalia of the species of the subfamily Agathidinae (Hymenoptera: Braconidae) and their importance in taxonomy. Archives of biological sciences, 62(2): 455-467. DOI 10.2298/ABS1002455B  (ISSN 0354-4664)
- Sharkey, M.J. 1992: Cladistics and tribal classification of the Agathidinae (Hymenoptera: Braconidae). Journal of natural history, 26: 425-447. DOI 10.1080/00222939200770251 PDF
- Sharkey, M.J. 2004: Synopsis of the Agathidinae (Hymenoptera: Braconidae) of America north of Mexico. Proceedings of the Russian Entomological Society, St. Petersburg, 75(1): 134-152. PDF
- Sharkey, M. 2006: Two new genera of Agathidinae (Hymenoptera: Braconidae) with a key to the genera of the New World. Zootaxa, 1185: 37-51. Abstract & excerpt PDF
- Sharkey, M.J.; Laurenne, N.M.; Sharanowski, B.; Quicke, D.L.J.; Murray, D. 2006: Revision of the Agathidinae (Hymenoptera: Braconidae) with comparisons of static and dynamic alignments. Cladistics, 22: 546-567. DOI 10.1111/j.1096-0031.2006.00121.x
- Sharkey, M.J.; Yu, D.S.; van Noort, S.; Seltmann, K.; Penev, L. 2009: Revision of the Oriental genera of Agathidinae (Hymenoptera, Braconidae) with an emphasis on Thailand including interactive keys to genera published in three different formats. ZooKeys, 21: 19–54. DOI 10.3897/zookeys.21.271
- Stevens, N.B.; Austin, A.D.; Jennings, J.T. 2010: Synopsis of Australian agathidine wasps (Hymenoptera: Braconidae: Agathidinae). Zootaxa, 2480: 1–26. Preview
- Wharton, R.A.; Achterberg, C., van 2000: Family group names in Braconidae (Hymenoptera: Ichneumonoidea). Journal of Hymenoptera research, 9: 254-270.  (ISSN 1070-9428) Internet Archive BHL BioStor